# Rudolf Wöber
Rudolf Wöber, född 10 november 1911, död 14 februari 1982, var en friidrottare från Österrike. Han deltog vid olympiska sommarspelen 1936.